# 음악공감 (KBS)
유지원의 음악공감은 대한민국의 한국방송공사 채널인 KBS Happy FM에서 평일 저녁 8시 10분부터 밤 10시까지와 주말,휴일 저녁 8시부터 밤 10시까지 아나운서 유지원의 진행으로 방송됐던 가요전문 라디오 프로그램이다. 이전에는 2004년 10월 18일부터 2008년 4월 13일까지는 《김지선의 행복충전》이, 2008년 4월 21일부터 11월 16일까지는 《장영란의 감성클럽 오빠》가, 2008년 11월 17일부터 2009년 10월 25일까지는 《전현무의 프리웨이》가, 2009년 10월 26일부터 2010년 4월 18일까지는 《정훈희의 8시 가요쇼》가 방송되기도 했지만 KBS Happy FM의 2013년 봄 개편으로 인하여 기존의 저녁 8시 5분부터 밤 10시까지 방송했던 주현미의 러브레터가 오전 11시대로 이동하여 기존의 저녁 8시부터 밤 10시까지의 시간대를 기준으로 2013년 4월 8일부터 첫방송되었으며, 2014년 9월 21일까지 1년 5개월간 방송인 진양혜가 진행하다가, 2014년 9월 22일부터 2014년 12월 31일까지 3개월간 아나운서 유지원이 진행하기 시작하였다. 주로 1970년대부터 2010년대까지의 추억의 가요를 선곡한다. 2014년 12월 31일 자로 1년만에 폐지되었다.

## 코너

### 매일 코너
- 그대 귓가에, 내일 나는

### 평일 코너
- 어떤 하루 (월~금)
- 들려주세요 당신의 이야기 (월~금)
- 타인의 취향 (월~수)
- 우리가 사랑한 가요 (목)
- 따뜻함을 드세요 (금)

### 주말 코너
- 동화를 말하다(토), 골목길 비디오 가게(토), 음반 공작소 (토)
- 인생은 노래처럼(일), 편지할게요(일), 다시 듣는 길보드 차트(일)

## 역대 DJ
- 1대 - 진양혜 (2013년 4월 8일 ~ 2014년 9월 21일)
- 2대 - 유지원 (2014년 9월 22일 ~ 12월 31일)

## 프로그램 역대 변천사
- 《표인봉, 이동우의 라디오가 좋아요》 - 2000년 5월 1일 ~ 2003년 6월 8일
- 《이동우, 별, 박정아의 라디오가 좋아요》 - 2003년 6월 9일 ~ 2003년 10월 19일
- 《자두의 라디오가 좋아요》 - 2003년 10월 20일 ~ 2004년 10월 17일
- 《김지선의 행복충전》 - 2004년 10월 18일 ~ 2008년 4월 13일
- 《장영란의 감성클럽 오빠》 - 2008년 4월 14일 ~ 2008년 11월 16일
- 《전현무의 프리웨이》 - 2008년 11월 17일 ~ 2009년 10월 25일
- 《정훈희의 8시 가요쇼》 - 2009년 10월 26일 ~ 2010년 4월 18일
- 《주현미의 러브레터》 - 2010년 4월 19일 ~ 2013년 4월 7일 (2013년 4월 8일 현재 오전 11시 5분부터 낮 12시까지 방송하고 있다.)

## 지역방송총국 평일 프로그램
다음 지역방송총국의 평일 프로그램은 밤 8시 10분부터 9시 까지만 방송된다.
| 프로그램                           | 지역           | 방송총국 | 진행자 | 주파수                                                         |
| ---------------------------------- | -------------- | -------- | ------ | -------------------------------------------------------------- |
| 제주도의 푸른밤 최성원입니다(평일) | 제주특별자치도 | KBS제주  | 최성원 | FM 91.9MHz (제주), FM 92.7MHz (제주 서부), FM 89.7MHz (서귀포) |